# Maurice Richlin
Maurice Norman Richlin (* 23. Februar 1920 in Omaha, Nebraska; † 13. November 1990 in Los Angeles, Kalifornien) war ein US-amerikanischer Drehbuchautor, der für das Drehbuch zu Bettgeflüster 1960 den Oscar für das beste Originaldrehbuch erhielt.

## Biografie
Richlin begann in den 1950er Jahren als Drehbuchautor bei der Produktion von Fernsehserien.
Für das Drehbuch zu Bettgeflüster (1959) von Michael Gordon wurde er zusammen mit Russell Rouse, Clarence Greene und Stanley Shapiro mit dem Oscar für das beste Originaldrehbuch ausgezeichnet und erhielt darüber hinaus mit Stanley Shapiro eine Nominierung für den Preis der Writers Guild of America (WGA Award) für die bestgeschriebene Komödie 1960.
Des Weiteren war er für das Drehbuch zu Unternehmen Petticoat (1959) von Blake Edwards gemeinsam mit Paul King, Joseph Stone und Stanley Shapiro 1960 ebenfalls für den Oscar in der Kategorie bestes Originaldrehbuch sowie mit Shapiro für den WGA Award für die bestgeschriebene Komödie nominiert.
Für das von ihm und Regisseur Blake Edwards verfasste Drehbuch zu Der rosarote Panther (1963) waren beide 1965 für den Preis der Writers Guild of America (WGA Award) für die bestgeschriebene Komödie nominiert. Zu weiteren Filmen, die auf seinen Drehbüchern oder Erzählungen basieren, gehören Alles in einer Nacht (1961) von Joseph Anthony, Was hast du denn im Krieg gemacht, Pappi? (1966) von Blake Edwards und Die nackten Tatsachen (1967) von Alexander Mackendrick, ehe er in den 1970er Jahren wieder überwiegend bei Fernsehproduktionen tätig war.